# Псевдоабиссаль
Псевдоабиссаль — экологическая зона Мирового океана, представляющая собой глубоководную внутришельфовую депрессию — своеобразный большой внутренний бассейн шельфовой зоны, отделённый от континентального склона мелководным порогом — внешней бровкой шельфа. Термин «псевдоабиссаль» был восстановлен в 1974 и 1979 годах российским ихтиологом А. П. Андрияшевым в работах, посвящённых вертикальной зональности морской донной фауны, прежде всего фауны рыб. Зона псевдоабиссали расположена в пределах континентального шельфа между сублиторалью и батиалью на глубинах порядка абиссальных — обычно более 2 500—3 000 м, тогда как типичная абиссаль находится за пределами шельфа и представляет собой ложе океана. Псевдоабиссаль отличается от сходной по происхождению псевдобатиали значительно большими глубинами.
Видовой состав донных и придонно-пелагических рыб, как и других бентических гидробионтов, населяющих псевдоабиссаль, очень сильно отличается от фауны настоящей абиссали, поскольку представлен главным образом прибрежными (неритическими) по происхождению видами, проникающими в этой зоне на заметно большие, чем обычно, глубины. К псевдоабиссальным биотопам относятся обособленные котловины в бассейне Северного Ледовитого океана, а также Японское и Средиземное моря, соединяющиеся с океаном неглубокими проливами.